# بولشکوزیروسکویه
بولشکوزیروسکویه (به لاتین: Bolshekozyrevskoye) یک منطقهٔ مسکونی در روسیه است که در شهرستان کیزلیارسکی واقع شده‌است.